# Okręg Wasseramt
Wasseramt (niem. Bezirk Wasseramt) – okręg w Szwajcarii, w kantonie Solura, w jednostce administracyjnej (Amtei) Bucheggberg-Wasseramt. Siedziba okręgu znajduje się w miejscowości Kriegstetten.  
Okręg składa się z 19 gmin (Gemeinde) o powierzchni 76,67 km² i o liczbie mieszkańców 54 306.

## Gminy
1. Aeschi
2. Biberist
3. Bolken
4. Deitingen
5. Drei Höfe
6. Derendingen
7. Etziken
8. Gerlafingen
9. Halten
10. Horriwil
11. Hüniken
12. Kriegstetten
13. Lohn-Ammannsegg
14. Luterbach
15. Obergerlafingen
16. Oekingen
17. Recherswil
18. Subingen
19. Zuchwil

## Zmiany administracyjne
- 1 stycznia 2012
  - przyłączenie gminy Steinhof do gminy Aeschi
- 1 stycznia 2013
  - utworzenie gminy Drei Höfe z gmin Heinrichswil-Winistorf i Hersiwil